# Chaetocneme beata
Chaetocneme beata là một loài bướm ngày thuộc họ Bướm nhảy. Nó được tìm thấy ở rìa rừng mưa dọc bờ biển của Queensland và New South Wales.
Sải cánh dài khoảng 50 mm.
Ấu trùng ăn nhiều loại cây khác nhau, bao gồm Annona reticulata, Croton insularis, Eupomatia laurina, Cinnamomum camphora, Hibiscus rosa-sinensis và Lophostemon confertus.

## Hình ảnh

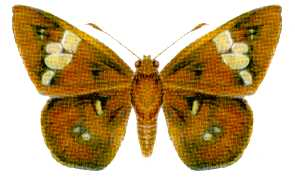